# Atletica leggera ai XVII Giochi del Mediterraneo
Le gare di Atletica leggera ai XVII Giochi del Mediterraneo si sono svolte dal 26 al 29 giugno 2013 al Nevin Yanit Athletics Facility i Mersin.
Si sono disputate 44 competizioni in altrettante specialità dell'atletica leggera. Per ogni Nazione sono stati ammessi due atleti per ogni specialità, con eccezione della mezza maratona e della marcia in cui hanno gareggiato 3 atleti per squadra nazionale, e 1 staffetta.

## Podi

### Uomini
| Evento                            | Oro                                                                  | Prestazione | Argento                                                                                  | Prestazione | Bronzo                                                                                 | Prestazione |
| Corse piane                       |                                                                      |             |                                                                                          |             |                                                                                        |             |
| 100 m (dettagli)                  | Emmanuel Biron                                                       | 10"22       | Ramil Guliyev                                                                            | 10"23       | Michael Tumi                                                                           | 10"25       |
| 200 m (dettagli)                  | Lykourgos-Stefanos Tsakonas                                          | 20"45       | Ramil Guliyev                                                                            | 20"46       | Sergio Ruiz Serrano                                                                    | 20"74       |
| 400 m (dettagli)                  | Matteo Galvan                                                        | 45.59       | Anas Beshr                                                                               | 45.79       | Mame-Ibra Anne                                                                         | 45.81       |
| 800 m (dettagli)                  | İlham Tanui Özbilen                                                  | 1'44"00     | Jamaa Samir                                                                              | 1'45"47     | Mohamed Ahmed Hamada                                                                   | 1'45"71     |
| 1 500 m (dettagli)                | İlham Tanui Özbilen                                                  | 3'35"09     | Yassine Bensghir                                                                         | 3'36"42     | Imad Touil                                                                             | 3'36"71     |
| 5 000 m (dettagli)                | Rabah Aboud                                                          | 13'38"01    | Othmane El Goumri                                                                        | 13'38"24    | Aziz Lahbabi                                                                           | 13'40"33    |
| 10 000 m (dettagli)               | Polat Kemboi Arıkan                                                  | 28'17"26    | Mohamed Aziz Lahbabi                                                                     | 28'55"24    | Soufiyan Bouqantar                                                                     | 28'57"82    |
| 3 000 m siepi (dettagli)          | Amor Ben Yahia                                                       | 8'14"05     | Tarık Langat Akdağ                                                                       | 8'20"08     | Hamid Ezzine                                                                           | 8'21"03     |
| Corse ad ostacoli                 |                                                                      |             |                                                                                          |             |                                                                                        |             |
| 110 m ostacoli (dettagli)         | Konstadinos Douvalidis                                               | 13"45       | Thomas Martinot-Lagarde                                                                  | 13"48       | Othmane Hadj Lazib                                                                     | 13"61       |
| 400 m ostacoli (dettagli)         | Emir Bekrić                                                          | 48"83       | Miloud Rahmani                                                                           | 49"34       | Hugo Grillas                                                                           | 49"92       |
| Concorsi                          |                                                                      |             |                                                                                          |             |                                                                                        |             |
| Salto in alto (dettagli)          | Konstadinos Baniotis                                                 | 2.34        | Silvano Chesani                                                                          | 2.28        | Fabrice Saint-Jean                                                                     | 2.24        |
| Salto in lungo (dettagli)         | Loúis Tsátoumas                                                      | 8.14        | Georgios Tsakonas                                                                        | 7.97        | Emanuele Catania                                                                       | 7.92        |
| Salto triplo (dettagli)           | Daniele Greco                                                        | 17.13       | Dimitrios Tsiamis                                                                        | 17.00       | Fabrizio Schembri                                                                      | 16.52       |
| Salto con l'asta (dettagli)       | Giuseppe Gibilisco                                                   | 5.70        | Kévin Menaldo                                                                            | 5.60        | Giorgio Piantella                                                                      | 5.50        |
| Getto del peso (dettagli)         | Borja Vivas                                                          | 19.99       | Marin Premeru                                                                            | 19.72       | Hamza Alić                                                                             | 19.69       |
| Lancio del giavellotto (dettagli) | Fatih Avan                                                           | 83.84       | Ihab Abdelrahman                                                                         | 82.45       | Spyros Lebesis                                                                         | 78.53       |
| Lancio del martello (dettagli)    | Mostafa el-Gamal                                                     | 76.68       | Hassan Abdelgawad                                                                        | 74.96       | Nicola Vizzoni                                                                         | 74.86       |
| Lancio del disco (dettagli)       | Martin Marić                                                         | 61.46       | Ercüment Olgundeniz                                                                      | 61.46       | Danijel Furtula                                                                        | 61.44       |
| Prove su strada                   |                                                                      |             |                                                                                          |             |                                                                                        |             |
| Mezza maratona (dettagli)         | Ruggero Pertile                                                      | 1:07'07     | Wissam Hosni                                                                             | 1:08'32     | Muzaffer Bayram                                                                        | 1:09'40     |
| Staffette                         |                                                                      |             |                                                                                          |             |                                                                                        |             |
| Staffetta 4×100 (dettagli)        | Italia Simone Collio Davide Manenti Jacques Riparelli Michael Tumi   | 39"06       | Grecia Efthymios Stergioulis Christos Kalamaras Emmanouil Paterakis Panagiotis Andreadis | 40"22       | Turchia Ismail Aslan Ferhat Altunkalem İzzet Safer Umutcan Emektas                     | 40"82       |
| Staffetta 4×400 (dettagli)        | Italia Lorenzo Valentini Isalbet Juarez Michele Tricca Matteo Galvan | 3'04"61     | Turchia Mehmet Güzel Buğrahan Kocabeyoğlu Halit Kiliç Yavuz Can                          | 3'05"28     | Grecia Dimitrios Gravalos Petros Kyriakidis Periklīs Iakōvakīs Konstantinos Nakopoulos | 3'07"36     |

### Donne
| Evento                            | Oro                                                                                     | Prestazione | Argento                                                                           | Prestazione. | Bronzo                                                             | Prestazione |
| Corse piane                       |                                                                                         |             |                                                                                   |              |                                                                    |             |
| 100 m (dettagli)                  | Ilenia Draisci                                                                          | 11"53       | Estela Garcia Villalta                                                            | 11"53        | Eleni Artymata                                                     | 11"55       |
| 200 m (dettagli)                  | Eleni Artymata                                                                          | 23"18       | Libania Grenot                                                                    | 23"20        | Nimet Karakuş                                                      | 23"40       |
| 400 m (dettagli)                  | Chiara Bazzoni                                                                          | 52"06       | Maria Benedicta Chigbolu                                                          | 52.66        | Agnès Raharolahy                                                   | 52.90       |
| 800 m (dettagli)                  | Malika Akkaoui                                                                          | 2'00"72     | Siham Hilali                                                                      | 2'00"79      | Tuğba Koyuncu                                                      | 2'01"74     |
| 1 500 m (dettagli)                | Siham Hilali                                                                            | 4'04"06     | Luiza Gega                                                                        | 4'05"63      | Tuğba Koyuncu                                                      | 4'06"22     |
| 5 000 m (dettagli)                | Christine Bardelle                                                                      | 15'39"54    | Silvia Weissteiner                                                                | 15'44"53     | Elena Romagnolo                                                    | 16'11"17    |
| 10 000 m (dettagli)               | Kenza Dahmani                                                                           | 32'42"47    | Elvan Abeylegesse                                                                 | 32'59"30     | Souad Aït Salem                                                    | 33'19"34    |
| 3 000 m siepi (dettagli)          | Amina Betiche                                                                           | 9'40"71     | Salima El Ouali Alami                                                             | 9'43"71      | Gülcan Mıngır                                                      | 9'46"08     |
| Corse ad ostacoli                 |                                                                                         |             |                                                                                   |              |                                                                    |             |
| 100 m ostacoli (dettagli)         | Marzia Caravelli                                                                        | 12"98       | Veronica Borsi                                                                    | 13"05        | Marina Tomić                                                       | 13"11       |
| 400 m ostacoli (dettagli)         | Hayat Lambarki                                                                          | 55"27       | Lamia Lhabz                                                                       | 55"51        | Manuela Gentili                                                    | 55"89       |
| Concorsi                          |                                                                                         |             |                                                                                   |              |                                                                    |             |
| Salto in alto (dettagli)          | Burcu Ayhan Ana Šimić                                                                   | 1.92        |                                                                                   |              | Antonia Stergiou                                                   | 1.90        |
| Salto in lungo (dettagli)         | Nektaria Panayi                                                                         | 6.51        | Nina Kolarič                                                                      | 6.49         | Tania Vicenzino                                                    | 6.38        |
| Salto triplo (dettagli)           | Athanasia Perra                                                                         | 14.48       | Snežana Rodič                                                                     | 14.36        | Baya Rahouli                                                       | 14.04       |
| Salto con l'asta (dettagli)       | Stella-Iro Ledaki                                                                       | 4.50        | Naroa Agirre                                                                      | 4.50         | Marion Buisson                                                     | 4.40        |
| Lancio del giavellotto (dettagli) | Martina Ratej                                                                           | 60.28       | Tatjana Jelača                                                                    | 57.81        | Noraida Bicet                                                      | 57.65       |
| Lancio del martello (dettagli)    | Jessika Guehaseim                                                                       | 67.14       | Berta Castells                                                                    | 66.16        | Silvia Salis                                                       | 62.52       |
| Lancio del disco (dettagli)       | Sandra Perković                                                                         | 66.21       | Dragana Tomašević                                                                 | 61.88        | Chrysoula Anagnostopoulou                                          | 55.01       |
| Prove su strada                   |                                                                                         |             |                                                                                   |              |                                                                    |             |
| Mezza maratona (dettagli)         | Valeria Straneo                                                                         | 1:11'00     | Souad Aït Salem                                                                   | 1:13'54      | Ümmü Kiraz                                                         | 1:16'51     |
| Marcia 20 km (dettagli)           | Eleonora Giorgi                                                                         | 1:39'13     | Raquel Gonzalez                                                                   | 1:41'08      | Antigónī Ntrismpiōtī                                               | 1:41'53     |
| Staffette                         |                                                                                         |             |                                                                                   |              |                                                                    |             |
| Staffetta 4×100 (dettagli)        | Italia Audrey Alloh Ilenia Draisci Jessica Paoletta Micol Cattaneo                      | 44"66       | Cipro Paraskevi Andreou Anna Ramona Papaioannou Dimitra Kyriakidou Eleni Artymata | 44"79        | Grecia Maria Gatou Agni Derveni Olympia Petsoudi Grigoria Keramida | 45"12       |
| Staffetta 4×400 (dettagli)        | Italia Maria Enrica Spacca Elena Maria Bonfanti Maria Benedicta Chigbolu Chiara Bazzoni | 3'32"44     | Turchia Saliha Özyurt Birsen Engin Sema Apak Derya Yıldırım                       | 3'43"61      |                                                                    |             |
| Prove multiple                    |                                                                                         |             |                                                                                   |              |                                                                    |             |
| Eptathlon (dettagli)              | Yasmina Omrani                                                                          | 5.802 pt    | Sofia Ifantidou                                                                   | 5.752 pt     | Serpil Kocak                                                       | 5.158 pt    |

### Eventi paralimpici
| Evento                | Oro           | Prestazione | Argento                | Prestazione. | Bronzo         | Prestazione |
| Corse piane           |               |             |                        |              |                |             |
| 1500 m T54 (dettagli) | Julien Casoli | 3'26"66     | Roger Puigbo Verdaguer | 3'26"70      | Yassine Gharbi | 3'26"81     |

RM= Record del Mondo
RG= Record dei Giochi

## Medagliere
| Posizione | Paese                |    |    |    | Totale |
| --------- | -------------------- | -- | -- | -- | ------ |
| 1         | Italia               | 13 | 5  | 9  | 27     |
| 2         | Grecia               | 6  | 4  | 6  | 16     |
| 3         | Turchia              | 5  | 7  | 8  | 20     |
| 4         | Marocco              | 4  | 7  | 3  | 14     |
| 5         | Francia              | 4  | 2  | 5  | 11     |
| 6         | Algeria              | 4  | 2  | 4  | 10     |
| 7         | Croazia              | 3  | 1  | 0  | 4      |
| 8         | Cipro                | 2  | 1  | 1  | 4      |
| 9         | Spagna               | 1  | 5  | 2  | 9      |
| 10        | Egitto               | 1  | 3  | 1  | 5      |
| 11        | Slovenia             | 1  | 2  | 1  | 4      |
| 12        | Serbia               | 1  | 2  | 0  | 3      |
| 13        | Tunisia              | 1  | 1  | 1  | 3      |
| 14        | Albania              | 0  | 1  | 0  | 1      |
| 15        | Bosnia ed Erzegovina | 0  | 0  | 1  | 1      |
| 15        | Montenegro           | 0  | 0  | 1  | 1      |
| Totale    | Totale               | 45 | 43 | 43 | 131    |